# Ton van Heugten
Antonius Maria van Heugten, més conegut com a Ton van Heugten   (Amersfoort, 9 de setembre de 1945 - Amersfoort, 27 de març de 2008), fou un pilot de motocròs neerlandès que destacà tant en curses individuals com en les de sidecarcross, on obtingué els seus principals èxits i guanyà un Campionat d'Europa (1975) i un del món (1981). Fou també quatre vegades Campió dels Països Baixos de sidecarcross (1975, 1976, 1979 i 1980) i tres vegades de motocròs individual (1963, 1965 i 1966).

## Resum biogràfic
El penúltim de quinze germans (deu nois i cinc noies), Ton van Heugten nasqué en una família d'entusiastes del motocròs. Un dels seus germans, Cor van Heugten, fou campió dels Països Baixos de sidecarcross de 1964 a 1966 i un altre germà, Fons van Heugten, va competir al Campionat d'Europa de l'especialitat.
Durant la dècada del 1950, Ton van Heugten fou un dels pioners del BMX als Països Baixos, tot corrent-ne diverses curses mentre encara no podia competir en motocròs per l'edat (a deu anys ja havia començat a practicar amb motos, però va haver d'esperar a tenir l'edat mínima per a competir). Quan va poder, va debutar amb bon peu i aviat va guanyar el campionat estatal de 50cc (1963), el de 250cc (1965) i el de 500cc (1966). En aquella època va participar també al Campionat del Món de motocròs. El 1966, però, va patir una complicada fractura a la cama.
El 1971, a 25 anys, Van Heugten va debutar en sidecarcross i s'hi va mantenir actiu fins al 1989. Com a motiu per canviar als sidecars a aquella edat, va manifestar que fer-ho amb més de 30 li sembalva massa tard. El 1982, va participar al Ral·li Dakar amb el seu habitual passatger dels sidecars, Frits Kiggen.
Ton van Heugten es va morir el 27 de març del 2008 d'un atac de cor, a 62 anys. Fou enterrat al seu Amersfoort natal el 2 d'abril.

## Resultats al mundial de Sidecarcross

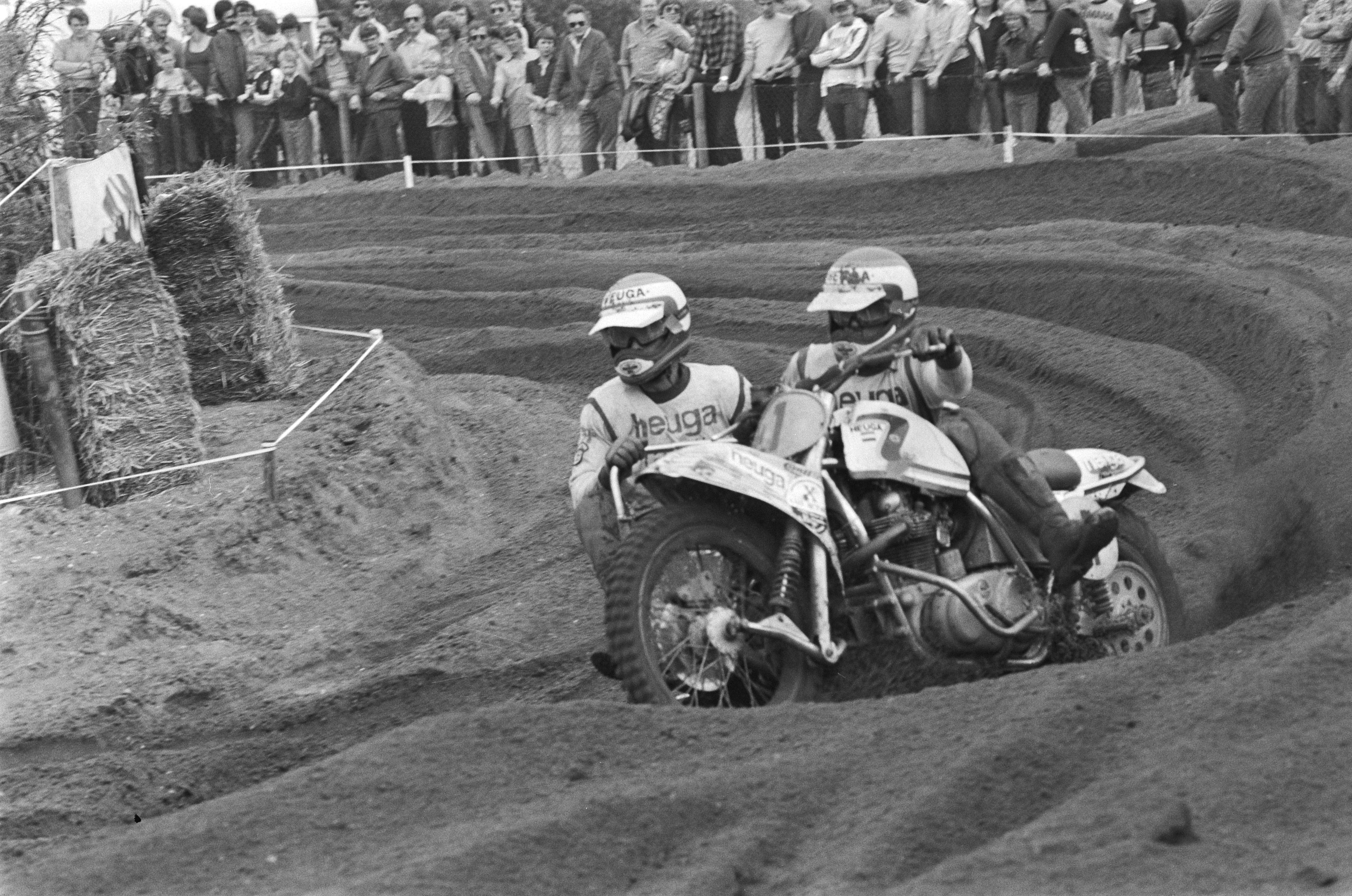
Amb Frits Kiggen el 1980, a Amsterdam

Ton van Heugten va debutar a la Copa FIM (FIM Cup), predecessora del Campionat del Món de Sidecarcross, el 1972, segona edició del campionat. Amb Jaak Wery de passatger, acabà tercer a la general.
El 1974, va canviar de passatger i va córrer amb Dick Steenbergen, amb el qual va competir durant cinc temporades, i el 1975 van guanyar el campionat, ara anomenat Campionat d'Europa (FIM European Championship). L'equip va tenir una temporada de 1978 complicada lluitant al campionat estatal i finalment acabaren dotzens a l'europeu.
D'ençà de 1979, Ton van Heugten va fer servir Frits Kiggen de passatger, una combinació que resultà reeixida. El 1980, l'europeu fou reanomenat Campionat del Món (FIM World Championship) i van Heugten, després d'acabar-hi quart la primera edició, fou el segon Campió del Món el 1981, malgrat que Kiggen, el seu passatger, es va fracturar la clavícula durant la temporada i el va haver de reemplaçar per Sies Hurkmans per quatre curses.
Ton van Heugten continuà essent un dels millors del mundial durant anys, acabant entre els tres primers quatre vegades més. Va guanyar la seva darrera cursa del campionat al GP de Portugal de 1986, la seva darrera bona temporada, en què acabà tercer a la general. Després va seguir competint a escala internacional fins que, el 1989, es va retirar definitivament.

## Palmarès en Sidecarcross
- 4 Campionats dels Països Baixos:
  - 1975, amb Dick Steenbergen (Hagon-Yamaha)
  - 1976, amb Dick Steenbergen (Hagon-Heuga)
  - 1979, amb Frits Kiggen (Wasp-Westlake)
  - 1980, amb Frits Kiggen (Wasp-Norton)
- 1 Campionat d'Europa: 1975, amb Dick Steenbergen (Yamaha-Hagon)
- 1 Campionat del Món: 1981, amb Frits Kiggen (Yamaha-Wasp)